# Henry Cavill
Henry William Dalgliesh Cavill (/ˈkævəl/; 5 de maig de 1983) és un actor britànic. És conegut per haver interpretat el personatge de DC Comics Superman a l'univers estès de DC Comics, així com Geralt of Rivia a la sèrie de fantasia de Netflix The Witcher (2019–actualitat).
Cavill va començar la carrera amb papers a The Count of Monte Cristo (2002) i El castell somiat (2003). Després va aparèixer a les sèries de televisió com ara The Inspector Lynley Mysteries, de la BBC; Midsomer Murders d'ITV; i The Tudors, de Showtime. També ha actuat a pel·lícules de Hollywood com ara Tristany i Isolda (2006), Stardust (2007), Blood Creek (2009) i Immortals (2011).
Va guanyar reconeixement internacional amb el paper de Superman a L'home d'acer (2013), Batman contra Superman: L'alba de la justícia (2016) i Justice League (2017). També ha actuat a pel·lícules d'espies com ara Operació U.N.C.L.E. (2015) i Missió: Impossible – Fallout (2018).

## Infantesa
Cavill era el quart de cinc germans, i va néixer a Jersey (Illes del Canal) en el si d'una família catòlica. La seva mare, Marianne Dalgliesh, era secretària en un banc i el seu pare, Colin Cavill, era agent de borsa. Va estudiar a Saint Saviour (Jersey) abans d'anar a estudiar a Stowe (Buckinghamshire, Anglaterra).

## Carrera

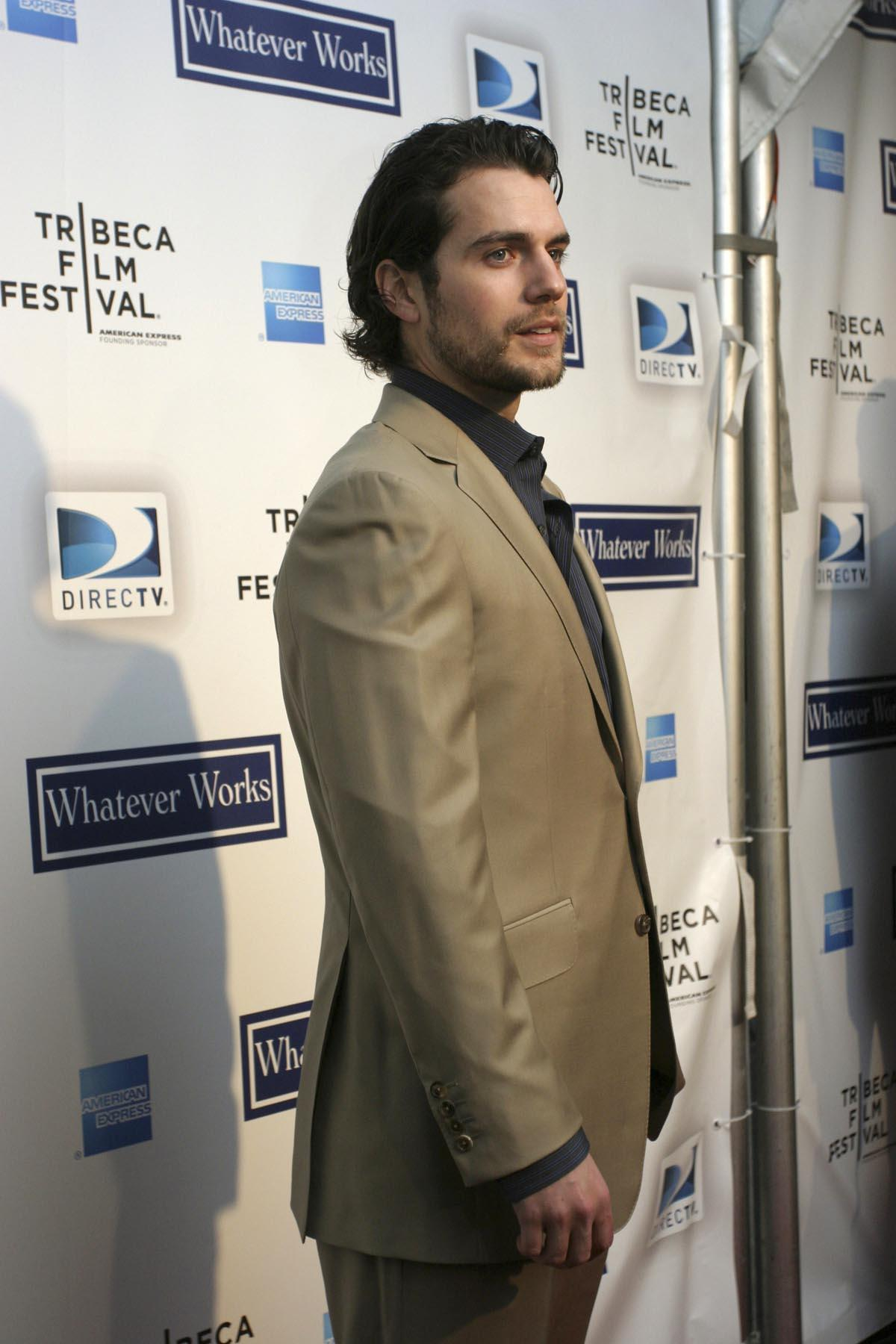
Cavill a l'estrena de Si funciona... el 2009.

Cavill va començar la seva carrera cinematogràfica amb un paper a Laguna (2001) i en l'adaptació de Kevin Reynolds de The Count of Montecristo (2002). Va continuar amb aparicions a The Inspector Lynley Mysteries (2002) de la BBC, al telefilm Goodbye, Mr. Chips, i a la sèrie Midsomer Murders (2003). El 2003 va tenir un paper secundari a El castell somiat, seguit de Hellraiser: Hellworld (2005), Red Riding Hood (2006) i Tristany i Isolda (2006). Va tenir un paper menor en l'adaptació de Matthew Vaughn de Stardust (2007).
De 2007 a 2010, Cavill va tenir un paper destacat en la sèrie de televisió de Showtime The Tudors, com a Charles Brandon, 1r duc de Suffolk. La sèrie va ser ben rebuda: va ser nominada a un Globus d'Or el 2007 i va guanyar un Emmy el 2008.
Cavill havia d'interpretar Superman a la pel·lícula de 2004 de Joseph McGinty Nichol, Superman: Flyby. McGinty es va retirar del projecte i el va substituir Bryan Singer, que va seleccionar Brandon Routh com a protagonista de Superman: El retorn. Els seus seguidors van intentar que aconseguís el paper de Cedric Diggory a Harry Potter i el calze de foc (2005). El paper va ser finalment per a Robert Pattinson. Stephenie Meyer, autora de la saga Crepuscle, va estar obertament a favor que Cavill interpretés el personatge d'Edward Cullen a la pel·lícula Crepuscle, i s'hi refer-i com el seu «Edward perfecte». No obstant això, quan va començar la producció de la pel·lícula, Cavill ja era massa gran per interpretar-lo, i de nou el paper va ser de Pattinson.
El 2005, Cavill va ser una elecció final pel paper de James Bond a Casino Royale. Els productors i el director Martin Campbell estaven dividits entre ell i Daniel Craig; es diu que Campbell va donar suport a Cavill però que els productors van preferir un Bond més vell. Craig va aconseguir el paper. Malgrat les informacions que era un candidat per a Batman a Batman Begins, Cavill va confirmar que mai no en va fer audicions ni se li va oferir el paper. Va protagonitzar la pel·lícula de terror del director Joel Schumacher, Blood Creek (2008), i va tenir un paper secundari en la pel·lícula de comèdia de Woody Allen, Si funciona... (2009).
Cavill va interpretar el paper principal de Teseu a la pel·lícula mitològica de Tarsem Singh, Immortals, estrenada l'11 de novembre de 2011. Cavill va protagonitzar, al costat de Bruce Willis, The Cold Light of Day (2012).
El 30 de gener de 2011, es va anunciar que Cavill havia estat seleccionat pel paper de Clark Kent / Superman a L'home d'acer, del director Zack Snyder. Snyder va dir que Cavill era «l'elecció perfecta per portar la capa i l'escut S.» Els mitjans de comunicació en van lloar l'èxit. Sobre ser escollit pel paper, Cavill va comentar que «al panteó de superherois, Superman n'és el més reconegut i reverenciat de tots els temps, i és un honor ser-ne part del retorn a la gran pantalla». Cavill va tornar a interpretar-lo a Batman contra Superman: L'alba de la justícia, una seqüela de 2016 amb un crossover de Batman i Wonder Woman, i a Justice League (2017). Segons el seu mànager Dany Garcia, està treballant una nova pel·lícula de Superman i, després de l'estrena de Justice League, es va revelar que tenia un contracte per rodar-ne una altra pel·lícula.
Cavill ha expressat interès a assumir el paper de James Bond quan Daniel Craig el deixi d'interpretar. Va co-protagonitzar amb Armie Hammer la versió cinematogràfica de la sèrie d'espies Operació U.N.C.L.E.. Va aparèixer a la Comic-Con de San Diego disfressat per sorprendre el repartiment de L'esquadró suïcida.
El 2018 va co-protagonitzar com a August Walker la pel·lícula d'espies Missió: Impossible – Fallout. També aquell any, va protagonitzar el thriller psicològic Night Hunter (originalment titulat Nomis). El 4 de setembre de 2018 es va anunciar que Cavill seria el protagonista, Geralt of Rivia, en l'adaptació de Netflix de The Witcher. La sèrie es va estrenar el 20 de desembre de 2019. La sèrie es va estrenar per primer cop a Służewiec Racetrack a Varsòvia el 18 de desembre de 2019.
El 27 de juny de 2019, es va anunciar que Cavill representaria Sherlock Holmes en l'adaptació cinematogràfica de Legendary Entertainment, Enola Holmes, amb Millie Bobby Brown.

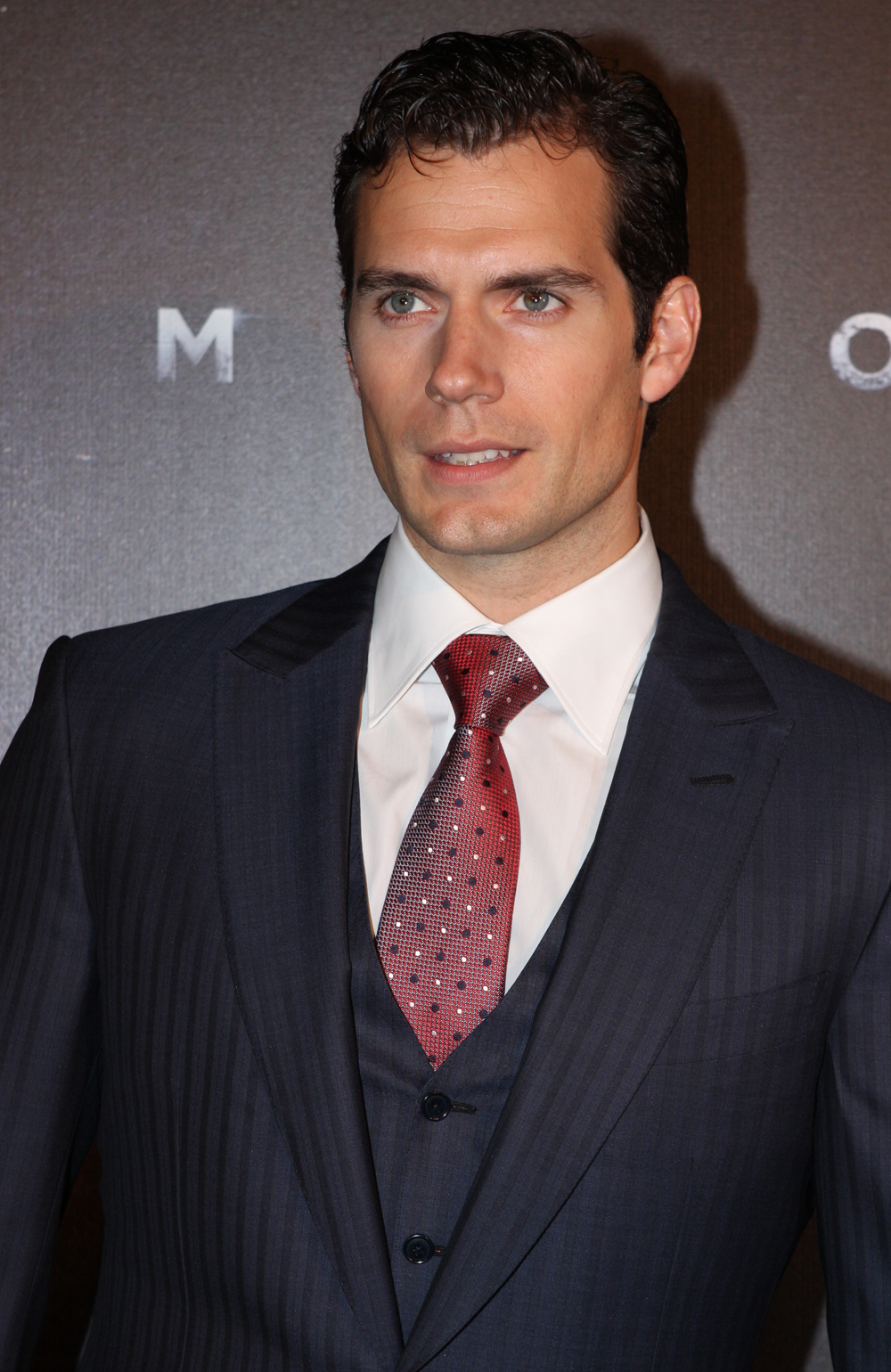
Cavill va ser escollit un dels 50 britànics més ben vestit el 2012 per GQ.

## Vida personal
Cavill viu a South Kensington (Londres) amb el seu gos Kal, un akita americà.
El 2018 va començar a practicar jujutsu brasiler, essent vist entrenar-se a l'acadèmia londineca de Roger Gracie.
És un àvid jugador de jocs d'ordinador des que era petit. Va perdre una trucada per interpretar Superman perquè jugava al World of Warcraft i va dir que la seva experiència jugant a videojocs de The Witcher el va motivar per a aconseguir-ne el paper de Geralt.
És seguidor dels Kansas City Chiefs de la NFL. És un àvid seguidor del rugbi i és soci dels Jersey Reds, l'equip de la seva ciutat natal.

## Filmografia

### Pel·lícules
| Any  | Títol                                                        | Paper                          | Notes         |
| ---- | ------------------------------------------------------------ | ------------------------------ | ------------- |
| 2001 | Laguna                                                       | Thomas Aprea                   |               |
| 2002 | The Count of Monte Cristo                                    | Albert Mondego                 |               |
| 2003 | El castell somiat                                            | Stephen Colley                 |               |
| 2005 | Hellraiser: Hellworld                                        | Mike                           |               |
| 2006 | Tristany i Isolda                                            | Melot                          |               |
| 2006 | Red Riding Hood                                              | The Hunter                     |               |
| 2007 | Stardust                                                     | Humphrey                       |               |
| 2009 | Si funciona...                                               | Randy Lee James                |               |
| 2009 | Blood Creek                                                  | Evan Marshall                  |               |
| 2011 | Immortals                                                    | Teseu                          |               |
| 2012 | The Cold Light of Day                                        | Will Shaw                      |               |
| 2013 | L'home d'acer                                                | Clark Kent / Kal-El / Superman |               |
| 2015 | Operació U.N.C.L.E.                                          | Napoleon Solo                  |               |
| 2016 | Batman contra Superman: L'alba de la justícia                | Clark Kent / Kal-El / Superman |               |
| 2017 | Sand Castle                                                  | Capità Syverson                |               |
| 2017 | Justice League                                               | Clark Kent / Kal-El / Superman |               |
| 2018 | Missió: Impossible – Fallout (Mission: Impossible – Fallout) | August Walker / John Lark      |               |
| 2018 | Night Hunter                                                 | Tinent Walter Marshall         |               |
| 2020 | Enola Holmes                                                 | Sherlock Holmes                |               |
| 2021 | Zack Snyder's Justice League                                 | Clark Kent / Kal-El / Superman |               |
| 2022 | Argylle                                                      | Argylle                        | Postproducció |
| 2022 | Black Adam                                                   | Clark Kent / Kal-El / Superman | Cameo         |
| 2022 | Enola Holmes 2                                               | Sherlock Holmes                | Postproducció |

### Televisió
| Any             | Títol                          | Paper           | Notes                              |
| --------------- | ------------------------------ | --------------- | ---------------------------------- |
| 2002            | The Inspector Lynley Mysteries | Chas Quilter    | Episodi: «Well-Schooled in Murder» |
| 2002            | Goodbye, Mr. Chips             | Soldat Colley   | Telefilm                           |
| 2003            | Midsomer Murders               | Simon Mayfield  | Episodi: «The Green Man»           |
| 2007–2010       | The Tudors                     | Charles Brandon | Repartiment principal              |
| 2019–actualitat | The Witcher                    | Geralt of Rivia | Paper protagonista                 |

## Premis i nominacions
| Any  | Premi                                | Categoria                                             | Nominat per                        | Resultat  | Ref.   |
| ---- | ------------------------------------ | ----------------------------------------------------- | ---------------------------------- | --------- | ------ |
| 2012 | NewNowNext Award                     | Actor més sexy                                        | The Tudors                         | Nominat   | [ 55 ] |
| 2013 | NewNowNext Award                     | Actor més sexy                                        | Man of Steel                       | Nominat   | [ 56 ] |
| 2013 | Teen Choice Awards                   | Estrella de pel·lícula de l'estiu: Home               | Man of Steel                       | Nominat   | [ 57 ] |
| 2013 | Teen Choice Awards                   | Millor petó (amb Amy Adams)                           | Man of Steel                       | Nominat   | [ 57 ] |
| 2014 | Premis de la Crítica Cinematogràfica | Millor actor d'acció                                  | Man of Steel                       | Nominat   | [ 58 ] |
| 2014 | MTV Movie Awards                     | Millor heroi                                          | Man of Steel                       | Guanyador | [ 59 ] |
| 2016 | Premis Teen Choice                   | Millor actor de pel·lícula de ciència-ficció/fantasia | Batman v Superman: Dawn of Justice | Nominat   | [ 60 ] |
| 2016 | Premis Teen Choice                   | Millor petó (amb Amy Adams)                           | Batman v Superman: Dawn of Justice | Nominat   | [ 60 ] |
| 2017 | Premis Kids' Choice                  | Actor preferit de pel·lícula                          | Batman v Superman: Dawn of Justice | Nominat   | [ 61 ] |
| 2017 | Premis Kids' Choice                  | Buttkicker preferit                                   | Batman v Superman: Dawn of Justice | Nominat   | [ 61 ] |
| 2017 | Premis Kids' Choice                  | Amienemics preferits (amb Ben Affleck)                | Batman v Superman: Dawn of Justice | Nominat   | [ 61 ] |
| 2017 | Premis Golden Raspberry              | Pitjor actor                                          | Batman v Superman: Dawn of Justice | Nominat   | [ 62 ] |
| 2017 | Premis Golden Raspberry              | Pitjor parella en pantalla (amb Ben Affleck)          | Batman v Superman: Dawn of Justice | Guanyador | [ 62 ] |
| 2018 | Teen Choice Awards                   | Actor d'acció                                         | Justice League                     | Nominat   | [ 63 ] |
| 2021 | Saturn Awards                        | Millor actor de televisió                             | The Witcher                        | Nominat   | [ 64 ] |